# 皓星社
株式会社皓星社（こうせいしゃ）は、1979年創業の日本の出版社。主な出版物は人文科学・社会科学系の書籍。雑誌記事索引集成データベース「ざっさくプラス」などのWebサイトの運営も兼ねる。社名の「皓星」は「白い星」の意。

## 沿革
1979年創業。初代社長は藤巻修一。1990年代から2000年代、『明治・大正・昭和前期雑誌記事索引集成』全120巻、『日本人物情報体系』全100巻、『ハンセン病文学全集』全10巻などを出版。
2010年、出版梓会「新聞社学芸文化賞」を受賞。
2017年、事業承継により晴山生菜（2012年入社）が二代目社長に就任。
2021年6月、「近代出版研究所」を元国立国会図書館司書の小林昌樹らと共同で開設。2022年4月、同研究所の年報『近代出版研究』を創刊。同誌には専業の研究者だけでなく、読書猿ら在野研究者やブロガーも寄稿している。

## データベース
「ざっさくプラス」は、同社刊行の『明治・大正・昭和前期 雑誌記事索引集成』全120巻（1994年-2001年）をもとに、2008年に誕生した。CiNiiや国立国会図書館（NDL）が採録していない戦前・戦中の雑誌や地方雑誌を重点的に採録している。他データベースとの連携・更新が随時行われ、国内外の大学図書館などに採用されている。
2022年11月からは「日本の参考図書WEB版」も運営している。